# David A. Stewart
David Allan Stewart, poznatiji kao Dave Stewart, (Sunderland, Tyne and Wear, 9. rujna 1952.), britanski je glazbenik i tekstopisac. Najpoznatiji je po tom što je bio član dueta Eurythmics zajedno s Annie Lennox, ali je također bio uspješan i kao solo glazbenik. 

## Vrijeme prije Eurythmics
Prije nego što je Eurythmics postao poznat početkom 1980–ih Dave Stewart je bio član nekoliko sastava. Još 1971. zajedno s Brianom Harrisonom objavio je sing "Girl". Ovaj singl je objavljen u samo 100 primjeraka. Poslije toga bio je član sastava Longdancer, koji je objavio dva albuma kod Rocket Recorda. Stewart je 1977. objavio zajedno s Annie Lennox i Peteom Coombesom, singl "Borderline/Black Blood". Dali su ime tom sastavu The Catch. Ovaj naziv bio je kratkotrajan a novi naziv bio je – The Tourists. Sastavu se priključuju Eddie Chin i Jim 'Do It' Toomey. Sastav je objavio tri albuma i imao je uspješnicu s pjesmom Dusty Springfield "I only want to be with you". 

## Vrijeme s Eurythmicsom
Kada se sastav The Tourists raspao, Stewart i Lennox su odlučili osnovavati duet – Eurythmics.

## Solo projekt poslije Eurythmicsa
Poslije raspada sastava Eurythmics 1989., Dave Stewart bio je uključen u nekoliko različitih projekata. Objavio je dva albuma s pop/rock sastavom Dave Stewart and the Spiritual Cowboys. Pjesma "Jack Talking" bila je najpoznatiji hit sastava. Poslije toga Stewart je bio u sastavu Vegas zajedno s Terryjem Hallom, koji je prije toga bio u sastavima The Specials i Fun Boy Three. Stewart je osim toga objavio dva solo albuma – Greetings from the Gutter (1994.) i Sly Fi (1998). 
Dave Stewart se bavio i filmskom glazbom; nekoliko poznatih pjesama su "Lily was here", "Cookies Fortune", "The Ref", "Showgirls", "Crime Time", "Jute City", "No Worries", "Grace of My Heart", "Beautiful Girls", "Oko zemlje u 80. dana" i  "Alfie" (zajedno s Mickom Jaggerom). Pjesma "Old Habits Die Hard" s Alfie-soundtracka nagrađena je Golden Globeom za najbolju filmsku pjesmu.
Stewart je također radio kao tekstopisac i producent drugim glazbenicima među kojima su bili Bryan Ferry, No Doubt, Sinead O'Connor, Anastacia, Marianne Faithfull, Bob Geldof, Texas, Jon Bon Jovi, Shakespear's Sister, t.A.T.u., Bob Dylan i Mick Jagger. 
Stewart je bio i redatelj. Film Honest s Nicole i Natalie Appleton i Melanie Blatt iz sastava All Saints u glavnim ulogama imao je premijeru u Engleskoj 2000. Glumio je i kratkom filmu Taking Liberties with Mr Simpson. Stewart je napisao glazbu za mjuzikl, Barbarella, koji je postavljen u Beču početkom 2000-ih. 
Zajedno sa, između ostalim, Bonom iz U2 članovima sastava Queen, Stewart je imao važnu ulogu u političkoj kampanji Nelsona Mandele. Zajednso s Paulom McCartneyjem Stewart je objavio pjesmu "Whole Life" koja je bila dio kampanje. U jesen 2005., Stewart i Annie Lennox objavili su singl "I've Got a Life" (može se naći na albumu Ultimate Collection) koja se popela na 14. mjesto engleske ljestvice. Objavio je 2006. zajedno s tekstopiscem i producenticom Karom DioGuardi, album pod nazivom Platinum Weird.

## Vanjske poveznice
- Službene stranice Davea Stewarta
- Službena Dave Stewart MySpace-stranica
- Diskografija Eurythmicsa
- Videografija Eurythmicsa